# Psychoda velita
Psychoda velita és una espècie d'insecte dípter pertanyent a la família dels psicòdids que es troba a Mèxic.